# Julien Scavini
Pour l’entreprise française, voir Ducerf-Scavini.
Julien Scavini est un tailleur français né le 5 mai 1986 à Biarritz. Il est également connu pour ses écrits sur la mode et ses dessins ainsi que pour sa participation à l'émission Cousu main.

## Biographie
Après avoir grandi au Pays basque, il part à Paris pour étudier l'architecture en 2003. En 2008, il décide de changer de voie ; il commence à travailler chez un tailleur qui est le créateur de l'école AFT. Il étudie un an dans cette école avant de passer un CAP de couture. L'année suivante il crée son blog, Stiff Collar, qui devient rapidement une référence sur le métier de tailleur et sur la mode masculine,,.
En 2012 il ouvre sa boutique à Paris, au numéro 50 du boulevard de La Tour-Maubourg où il propose de la demi-mesure ainsi que du prêt à porter. Il a également lancé un site de vente en ligne.
Depuis 2014, il fait partie du jury de l'émission de télévision sur le thème de la couture Cousu main. Cette même année, il publie son premier livre, Mode Men, qui est rapidement épuisé. Il est aussi recruté par Le Figaro Magazine comme chroniqueur et un recueil de ses articles est publié en 2018. Depuis 2021 il participe également au magazine Monsieur[source insuffisante].
En 2024, il publie 200 billets tirés de son blog sous le titre Billets d’élégance.

## Publications
- Mode Men (Marabout, 2014)  (ISBN 9782501090872)
- Du fil au crayon (AlterPublishing, 2016 Tome I ; 2018 Tome II)
- 100 pour cent chic (Le Figaro, 2017)
- Aéroport Charles de Gaulle (ETAI, 2019)[12], Prix Malfanti AeCF[13]
- Billets d’élégance (Alterpublishing, 2024)